# 林藝真
林藝真（：／，1960年1月24日—），韓國女演員。丈夫崔昌旭為導演。

## 簡歷
林藝真是1970年代著名的美女明星，雖然不是當時的「三巨頭」（俞知仁、丁允姬、張美姬）之一，但仍深受韓國人的喜愛。
她在1974年（15歲）時於金綺泳導演所拍攝的電影「破戒」中飾演年輕的比丘尼，為其出道之作。其敢於削髮以及清純無比的外貌，很快得到了觀眾們的喜愛，林藝真在之後的作品中多飾演清純可人的女學生角色，可以說是「國民妹妹」的始祖。在1970年代的韓國軍事獨裁統治之下，各種思想藝術創作遭到政府嚴密監管，故以學生為主角等之故事較不會觸及敏感話題者開始流行，加上當時大眾流行文化的消費層亦逐漸轉以學生為主，因此林藝真所主演的電影與電視劇部部都造成風潮，帶起所謂「林藝真效應」。

## 演出作品

### 電視劇
- 1975年：TBC《Oppiri》
- 1975年：MBC《歸鄉》
- 1977年：MBC《第三教室》
- 1977年：MBC《春天的處女來了》飾演 Bok-rye
- 1978年：MBC《南風》飾演 Kkomrye
- 1978年：MBC《X搜索隊》
- 1979年：MBC《節儉的家庭》
- 1979年：MBC《白蒲公英》
- 1980年：MBC《安國東夫人》飾演 花完公主
- 1981年：MBC《漢江》
- 1981年：MBC《Let's Love》
- 1982年：MBC《昨天和明天》
- 1982年：MBC《朋友，朋友》
- 1983年：MBC《冬日向日葵》
- 1984年：MBC《愛與真相》飾演 金英蘭
- 1986年：MBC《初戀》
- 1987年：MBC《愛情與野望》飾演 朴善希
- 1988年：MBC《我的年齡和Turi》
- 1989年：MBC《繼承》
- 1989年：KBS2《日出》
- 1990年：MBC《最後的搜索隊》
- 1990年：KBS2《冰點》
- 1991年：KBS1《老金草》飾演尹英信
- 1992年：KBS2《雨天的午後》飾演 楊吉的母親
- 1992年：KBS1《KBS戲劇劇本大賽優勝者——成為莫扎特的看門人》飾演 順愛
- 1993年：SBS《吳醫生的人》飾演 吳藝珍
- 1993年：MBC《山風》
- 1994年：SBS《告別》飾演 宋俊熙
- 1994年~1997年：MBC《情侶》飾演 必順
- 1995年：MBC《愛情與婚姻》
- 1995年：MBC《MBC最佳劇場-達秀的審判》飾演 達秀卓
- 1995年：MBC《MBC最佳劇場-建設達秀家》飾演 達秀卓
- 1996年：KBS2《兒媳：三個王國》飾演 韓國兒媳
- 1996年：MBC《MBC最佳劇場-達秀的兒子上學》飾演 達秀的妻子
- 1996年：MBC《MBC最佳劇場-達秀的車、車、車》飾演 達秀
- 1996年：MBC《MBC最佳劇場-金花園》
- 1997年：SBS《OK Ranch》飾演 藝珍
- 1997年：MBC《MBC最佳劇場-達秀違反孝道》飾演 達秀卓
- 1997年：MBC《MBC最佳劇場-達洙的孤獨的阿里郎》飾演 達洙
- 1998年：EBS《致愛》
- 1998年：MBC《報告見》飾演 樸奉熙
- 1998年：KBS2《單戀》
- 1999年：MBC《MBC最佳劇場-達洙擊中迴旋鏢》飾演 達洙
- 2000年：SBS《LA Arirang》
- 2001年：KBS2《青霧》
- 2001年：SBS《Gorgeous Times》飾演 Yeonsil Mo
- 2002年：SBS《鄭》飾演 Brave
- 2002年：MBC《MBC最佳劇場-奔跑吧，張經理》
- 2003年：MBC《MBC最佳劇場-你愛我嗎？》
- 2004年：MBC《花溪村的人們》飾演 劉泰喜
- 2004年：KBS2《浪漫滿屋》飾演 英宰的經紀人
- 2004年：MBC《愛爾蘭》飾演 權秉蘭
- 2004年：MBC《MBC最佳劇場-輔導達秀的兒子》飾演 達秀的妻子
- 2005年：SBS《愛情共感》飾演 樸素英
- 2005年：MBC《MBC最佳劇場-達秀被抓到賣淫特別法》飾演 卓達秀
- 2006年：MBC《宮》飾演 申采靜的母親
- 2006年：MBC《你來自哪顆星》飾演 金順玉
- 2006年：MBC《狐狸啊，你在做什麼？》飾演 婦產科醫生
- 2006年：MBC《MBC最佳劇場-周邊地區》飾演 Hae-Boon
- 2007年：MBC《冬候鳥》飾演 鄭恩淑
- 2007年：MBC《新心》飾演 南俊熙
- 2008年：CGV《18歲未婚媽媽的秘密》飾演 慧靜的母親
- 2008年：MBC《大韓民國的律師》飾演 吳玉熙
- 2008年：CGV《18歲未婚媽媽的秘密2》飾演 慧靜的母親
- 2009年：KBS2《流星花園》飾演 羅公主（絲草的母親）
- 2009年：KBS2《幸福的背後》飾演 柳容善
- 2009年：MBC《善德女王》飾演 萬明夫人
- 2009年：MBC《活的有滋味》飾演 具占順
- 2010年：SBS《人生多美麗》飾演 智慧的姑姑（特別演出）
- 2010年：SBS《不懂女人》飾演 張錦淑
- 2010年：SBS《微笑，媽媽》飾演 姜西峰
- 2011年：MBC《我的公主》飾演 金多福（李雪、李丹的養母）
- 2011年：KBS2《甜蜜的心跳》飾演 李玉順
- 2011年：MBC《不屈的兒媳婦》飾演 金琴實
- 2012年：Channel A《不朽的名作》飾演 江山海
- 2012年：JTBC《無子無懮》飾演 池幼晶
- 2013年：MBC《七級公務員》飾演 高秀子（吉路的母親）
- 2013年：MBC《歐若拉公主》飾演 王如玉
- 2013年：MBC《韓國小姐》飾演 高鳳姬
- 2014年：JTBC《我們能相愛嗎》飾演 智賢的婆婆
- 2014年：tvN《不要戀愛要結婚》飾演 羅素女
- 2014年：MBC《薔薇色戀人們》飾演 蘇金子
- 2015年：MBC《不屈的車女士》飾演 黃金實
- 2015年：KBS2《製作人》飾演 朴鳳淑（俊模的母親）
- 2015年：MBC《撲通撲通LOVE》飾演 丹碧的母親元敬王后
- 2016年：SBS《對，就是那樣》飾演 李泰希
- 2017年：MBC《自體發光辦公室》飾演 Howon Mo
- 2017年：tvN《她愛上了我的謊》飾演 金順熙
- 2017年：KBS2《最佳的一擊》飾演 Cathy
- 2017年：tvN《花遊記》飾演 雜貨店老闆娘（特別出演）
- 2018年：MBN《鐵水先生和02》飾演 Younghee Lee
- 2018年：KBS2《我唯一的守護者》飾演 蘇洋子
- 2020年：Channel A《謊言的謊言》飾演 黃孝順
- 2020年：KBS2《Oh！三光公寓！》飾演 崔英淑（特別出演）
- 2021年：KBS2《紳士與小姐》飾演 張美淑
- 2023年：tvN《特务家族》飾演 朴班順（特別出演）
- 2024年：KBS《美女與純情男》飾演 蘇金子

### 電影
主角
- 1974年《破戒》比丘尼（年輕）
- 1975年《女子高中生》飾演 柳時內
- 1975年《紅鞋》
- 1976年《真的真的不要忘記》飾演 Jung-ah
- 1976年《藍色教室》飾演 Young Ae
- 1976年《我真的有一個夢想》飾演 熙淑
- 1976年《憤怒的小道消息》 飾演 Cheng
- 1976年《少女的祈禱》 飾演 Jeong Hee
- 1976年《太多了》飾演 善熙
- 1976年《這是我第一次有這種感覺》
- 1976年《我真的很抱歉》飾演 貞雅
- 1977年《初雪降臨時》飾演 Hye-Young
- 1977年《再見老師》飾演 鄭熙
- 1977年《After this we are》飾演 藝媛
- 1977年《沒有人會知道》飾演 Eun-ah
- 1977年《雙彩虹山》飾演 恩珠/英蘭（分飾）
- 1977年《我們的世界》飾演 Bora
- 1978年《我真的很喜歡你》飾演 智英
- 1978年《火》飾演 Soon-i
- 1979年《赤腳青年 77》飾演 Hyemi
- 1979年《花生殼情歌》飾演 Juri
- 1988年《愛情塗鴉》飾演 Heejeong
- 1998年《Crack Of The Halo》

配角
- 1978年《高中快樂班》（特別出演）
- 1980年《風起的好日子》飾演 春順
- 2003年《緣起不滅》飾演 食堂姐姐（特別出演）
- 2004年《我的野蠻女友2-蠻風再現》飾演 在公務員辦公室擔任女警察（特別出演）
- 2006年《Sunday Seoul》飾演 大學歌曲節MC角色（特別出演）
- 2006年《Dasepo Naughty Girl》飾演 貧窮女孩的母親（客串）
- 2007年《Miss Gold Digger》飾演 Misu Mo（特別出演）
- 2008年《武林女大生》飾演 Hyein
- 2010年《秘密愛》飾演 妍尹的母親
- 2016年《時間脫離者》飾演 彌城高中副校長（特別出演）
- 2017年《臨時特工》飾演 Yeongsil Mo（特別出演）
- 2019年《怎麼就，結婚了（朝鲜语：어쩌다, 결혼）》飾演 海珠母親 （客串）

### 音樂劇
- 2010年《我真的很喜歡你》飾演 Shin Shin Mi

### MV
- 2009年：徐玄&朱賢美《Jjalajajja》
- 2011年：T-ARA《Roly-Poly》（Part.1）
- 2011年：T-ARA《Roly-Poly》（Part.2）

## 獎項
- 1977年：第13屆百想藝術大賞不分部門特別賞